# Gkribovo
Gkribovo (greacă Γρίμποβο) este un oraș în Grecia în prefectura Arta.